# Attinella
Genre
Synonymes
- Sittiab Prószyński, 2017

Attinella est un genre d'araignées aranéomorphes de la famille des Salticidae.

## Distribution
Les espèces de ce genre se rencontrent aux États-Unis, au Mexique et au Canada,.

## Liste des espèces
Selon World Spider Catalog (version 21.0, 11/04/2020) :
- Attinella concolor (Banks, 1895)
- Attinella dorsata (Banks, 1895)
- Attinella juniperi (Gertsch & Riechert, 1976)

## Publication originale
- Banks, 1905 : Synopses of North American invertebrates. XX. Families and genera of Araneida.  The American Naturalist, vol. 39, p. 293-323 (texte intégral).